# Goldface
Goldface è un personaggio immaginario della DC Comics, originariamente un nemico di Lanterna Verde (Hal Jordan). Comparve per la prima volta in Green Lantern n. 38 (luglio 1965).

## Storia

### Lanterna Verde
Keith Kenyon è uno scienziato criminale. Bevve un siero a base d'oro su cui stava lavorando. Questo gli fornì una forza super umana e l'invulnerabilità e una pelle dorata.
L'oro essendo giallo gli diede un discreto vantaggio sul supereroe Lanterna Verde, dato che i suoi poteri non funzionavano contro quel particolare colore.
Goldface creò un'armatura d'oro ed una pistola d'oro che spruzzava oro liquido. Dopo numerosi scontri con Lanterna Verde, Kenyon decise di cambiare i suoi piani e si diede al dominio degli imperi criminali. Nel corso del tempo, però, la sua stessa carne divenne una specie di metallo organico.
Ad un certo punto le sue origini furono connesse retroattivamente così che non fu più un criminale scienziato, ma uno studente di scienze politiche all'Università della California, a Coast City, che scoprì una cassa sfondata di rifiuti tossici contaminati che gli diede i suoi poteri. Figlio si un prominente leader sindacalista, Kenyon si ribellò inizialmente al suo padre dal "coletto-blu" volendo fare i quattrini attraverso la vita super criminale.

### Flash
Così, Kenyon si trasferì a Central City e divenne uno dei nemici di Flash, (Barry Allen). Dopo qualche tempo, si spostò a Keystone City e, seguendo le orme di suo padre, divenne lui stesso un sindacalista, e adesso guida la più grande forza lavoro di Keystone.
Più recentemente fu un personaggio di supporto nelle storie con protagonista Wally West, il nuovo Flash, più che altro comparente nella storia che vide la sua ex-moglie, Blacksmith, e i suoi Nemici dominare Central e Keystone City.
La sua attività post-Un Anno Dopo è sconosciuta.

## Poteri e abilità
La pelle di Goldface fu alterata dall'esposizione al suo elisir rendendolo quasi invulnerabile ai danni. Il suo elisir incrementò la sua forza, l'agilità e la resistenza. Indossa un'armatura creata dall'oro che riuscì a trovare e che gli offre della protezione dagli attacchi fisici ed energetici, e spesso utilizza una pistola a base di oro.
In Justice League Unlimited, Goldface viene mostrato mentre tramuta in oro i suoi nemici con il semplice tocco.

## In altri media
- In Justice League Unlimited, Goldface compare come un membro recente della Società Segreta di Gorilla Grodd, quando lo si vide durante il raid su Gorilla City mentre trasformava i gorilla in oro. Quando la Società Segreta tenne un incontro con Luthor per discutere dei piani, Luthor fece l'esempio di Goldface e utilizzò un dispositivo sulla sua cintura per ferirlo al volto. Goldface sopravvisse, in quanto lo si vide durante l'ammutinamento all'interno della Società, quando si alleò con Luthor e fu poi congelato da Killer Frost, insieme agli altri ammutinati.